# Lena (韓國)
Lena（韓語：레나，2002年4月17日—），本名姜萊娜 ，韓國KIWI MEDIA GROUP旗下女團「公園少女」成員 ，在隊伍裡擔任第二主唱、門面、中心以及忙內。

## 學歷
- 龍仁市上峴中學校（朝鲜语：상현중학교 (경기)）（畢業）
- 韓林演藝藝術高等學校（就學中）[1]

## 音樂作品
公園少女
所屬團體的音樂作品，請參閱公園少女
參與作品
- Anne x Lena «Be Your Star» tvN «觸及真心» OST[2]
- Anne x Lena «I'm in Love» KBS 2 «我世界上最漂亮的女兒» OST[3]
- Lena x Jack Walton «We Need a Change»

## 綜藝節目
| 年份 | 電視台 | 節目                 | 演出身份     | 時間                   |
| 2019 | MBC    | 神秘音樂秀：蒙面歌王 | 評審         | 2019.01.06-(185~186集) |
| 2019 | JTBC   | 請給一頓飯           | 嘉賓（飯友） | 2019.06.12(130集)      |
| 2019 | KBS 2  | 大國民脫口秀-你好    | 嘉賓         | 2019.07.29(421集)      |

## 外部連結
- GWSN Lena的X（前Twitter）
- Lena的Instagram帳戶
- Official weibo Lena的新浪微博（简体中文）